# Kalliosaari (ö i Norra Savolax, Norra Savolax, lat 63,61, long 27,86)
Kalliosaari är en halvö i Finland. Den ligger i sjön Luomanen och i kommunen Sonkajärvi i den ekonomiska regionen  Övre Savolax ekonomiska region  och landskapet Norra Savolax, i den centrala delen av landet, 400 km norr om huvudstaden Helsingfors.